# Universale Economica Feltrinelli dal 2301 al 2400

## Dal n. 2301 al n. 2400
- I 100 precedenti: Universale Economica Feltrinelli dal 2201 al 2300

| Universale Economica Feltrinelli |              |                                                                                                 |                                           |
|                                  |              |                                                                                                 |                                           |
|                                  | Sezione      | Titolo                                                                                          | Autore                                    |
| 2301                             | Saggi        | Le origini del pensiero greco                                                                   | Jean-Pierre Vernant                       |
| 2302                             | Storia       | Il 1848 a Milano e a Venezia, a cura di Sandro Bortone                                          | Cristina di Belgiojoso                    |
| 2303                             | Storia       | Il mito di Pietroburgo. Storia, leggenda, poesia                                                | Ettore Lo Gatto                           |
| 2304                             | Storia       | L'eresia del libro grande. Storia di Giorgio Siculo e della sua setta                           | Adriano Prosperi                          |
| 2305                             | Narrativa    | Hanno tutti ragione                                                                             | Paolo Sorrentino                          |
| 2306                             | Narrativa    | Il provinciale. Settant'anni di vita italiana                                                   | Giorgio Bocca                             |
| 2307                             | Narrativa    | Latte versato                                                                                   | Chico Buarque                             |
| 2308                             | Varia        | Le ricette degli altri                                                                          | Allan Bay                                 |
| 2309                             | Narrativa    | Non ora, non qui                                                                                | Erri De Luca                              |
| 2310                             | Noir         | Tua                                                                                             | Claudia Piñeiro                           |
| 2311                             | Narrativa    | Sotto cieli noncuranti                                                                          | Benedetta Cibrario                        |
| 2312                             | Narrativa    | Caino                                                                                           | José Saramago                             |
| 2313                             | Narrativa    | Le ho mai raccontato del vento del Nord                                                         | Daniel Glattauer                          |
| 2314                             | Noir         | Vento rosso e altri racconti                                                                    | Raymond Chandler                          |
| 2315                             | Oriente      | Il libro dei morti tibetano. Bardo Thödol                                                       | Ugo Leonzio (a cura di)                   |
| 2316                             | Oriente      | Il medico di se stesso. Manuale pratico di medicina orientale                                   | Naboru B. Muramoto                        |
| 2317                             | Narrativa    | La casa del ragno                                                                               | Paul Bowles                               |
| 2318                             | Varia        | Mangiare da re. 520 ricette d'alto rango                                                        | Nino Bergese                              |
| 2319                             | Narrativa    | La decomposizione dell'angelo                                                                   | Yukio Mishima                             |
| 2320                             | Memoria      | Ragazzi che amano ragazzi                                                                       | Piergiorgio Paterlini                     |
| 2321                             | Memoria      | La voce del testo. L'arte e il mestiere di tradurre                                             | Franca Cavagnoli                          |
| 2322                             | Saggi        | Le droghe spiegate a mia figlia                                                                 | Henri Margaron                            |
| 2323                             | Saggi        | Questa casa non è un albergo! Adolescenti: istruzioni per l'uso                                 | Alberto Pellai                            |
| 2324                             | Saggi        | Gli errori di Darwin                                                                            | Massimo Piattelli Palmarini e Jerry Fodor |
| 2325                             | Saggi        | I miti del nostro tempo                                                                         | Umberto Galimberti                        |
| 2326                             | Saggi        | Lezioni di storia della filosofia politica                                                      | John Rawls                                |
| 2327                             | Memoria      | Pensaci uomo!                                                                                   | Albe Steiner e Piero Caleffi (a cura di)  |
| 2328                             | Storia       | Perché l'olocausto non fu fermato. Europa e America di fronte all'orrore nazista                | Theodore S. Hamerow                       |
| 2329                             | Vite Narrate | La banalità del bene. La storia di Giorgio Perlasca                                             | Enrico Deaglio                            |
| 2330                             | Narrativa    | Ogni mattina a Jenin                                                                            | Susan Abulhawa                            |
| 2331                             | Narrativa    | L'altalena del respiro                                                                          | Herta Müller                              |
| 2332                             | Narrativa    | L'arte di non dire la verità                                                                    | Adam Soboczynski                          |
| 2333                             | Oriente      | Se il mondo ti crolla addosso                                                                   | Pema Chödrön                              |
| 2334                             | Narrativa    | Hollywood, Hollywood!                                                                           | Charles Bukowski                          |
| 2335                             | Narrativa    | Pulp. Una storia del XX secolo                                                                  | Charles Bukowski                          |
| 2336                             | Narrativa    | Le mie fiabe africane                                                                           | Nelson Mandela                            |
| 2337                             | Narrativa    | Don Giovanni o il dissoluto assolto                                                             | José Saramago                             |
| 2338                             | Narrativa    | Cinque storie ferraresi. Dentro le mura                                                         | Giorgio Bassani                           |
| 2339                             | Narrativa    | Il giardino dei Finzi-Contini                                                                   | Giorgio Bassani                           |
| 2340                             | Narrativa    | Venezia, il filo dell'acqua                                                                     | Claudio Piersanti                         |
| 2341                             | Saggi        | L'uomo artigiano                                                                                | Richard Sennett                           |
| 2342                             | Storia       | L'ordine è già stato eseguito. Roma, le Fosse Ardeatine, la memoria                             | Alessandro Portelli                       |
| 2343                             | Saggi        | Il libro della quiete interiore. Trovare l'equilibrio in un mondo frenetico                     | Gerd B. Achenbach                         |
| 2344                             |              |                                                                                                 |                                           |
| 2345                             | Vite Narrate | Trent'anni e una chiacchierata con papà                                                         | Tiziano Ferro                             |
| 2346                             | Narrativa    | Un viaggio chiamato vita                                                                        | Banana Yoshimoto                          |
| 2347                             | Narrativa    | Le intermittenze della morte                                                                    | José Saramago                             |
| 2348                             | Vite Narrate | Life                                                                                            | Keith Richards                            |
| 2349                             | Narrativa    | Il libro dei segreti                                                                            | Salwa Al-Neimi                            |
| 2350                             | Narrativa    | Scene dalla vita di un villaggio                                                                | Amos Oz                                   |
| 2351                             | Narrativa    | Meccanica celeste                                                                               | Maurizio Maggiani                         |
| 2352                             | Narrativa    | Il monte del Cattivo Consiglio                                                                  | Amos Oz                                   |
| 2353                             | Narrativa    | I terribili segreti di Maxwell Sim                                                              | Jonathan Coe                              |
| 2354                             | Narrativa    | La verità sull'amore                                                                            | Josephine Hart                            |
| 2355                             | Narrativa    | Vagabondaggi                                                                                    | Pino Cacucci                              |
| 2356                             | Narrativa    | Il diavolo tentatore (e Il diavolo innamorato di Jacques Cazotte)                               | Andrea Camilleri                          |
| 2357                             | Narrativa    | Il piacere non può aspettare                                                                    | Tishani Doshi                             |
| 2358                             | Narrativa    | Bullet Park                                                                                     | John Cheever                              |
| 2359                             | Narrativa    | Cronache della famiglia Wapshot                                                                 | John Cheever                              |
| 2360                             |              |                                                                                                 |                                           |
| 2361                             | Narrativa    | Il giro del mondo in barcastop                                                                  | Alberto Di Stefano                        |
| 2362                             | Oriente      | Ore d'ozio                                                                                      | Yoshida Kenkō                             |
| 2363                             | Saggi        | La famiglia che vogliamo. Nuovi valori guida nell'educazione dei figli e nei rapporti di coppia | Jesper Juul                               |
| 2364                             | Saggi        | Vita del Petrarca                                                                               | Ernest H. Wilkins                         |
| 2365                             | Saggi        | Nascita della biopolitica                                                                       | Michel Foucault                           |
| 2366                             | Saggi        | Il valore delle cose e le illusioni del capitalismo                                             | Raj Patel                                 |
| 2367                             | Storia       | Libero Grassi. Storia di un'eresia borghese                                                     | Marcello Ravveduto                        |
| 2368                             | Storia       | Delatori. Spie e confidenti anonimi: l'arma segreta del regime fascista                         | Mimmo Franzinelli                         |
| 2369                             | Narrativa    | I pesci non chiudono gli occhi                                                                  | Erri De Luca                              |
| 2370                             | Narrativa    | Dieci donne                                                                                     | Marcela Serrano                           |

- I 100 successivi: Universale Economica Feltrinelli dal 2401 al 2500